# Arseniusz (Stadnicki)
Arseniusz, imię świeckie Awksientij Stadnicki (ur. 10 stycznia?/22 stycznia 1862 w Komarowie, zm. 28 stycznia 1936 w Taszkencie) – metropolita Rosyjskiego Kościoła Prawosławnego.

## Życiorys
Z pochodzenia był Mołdawianinem, był synem duchownego prawosławnego. W 1880 ukończył seminarium duchowne w Kiszyniowie, zaś pięć lat później Kijowską Akademię Duchowną. Po uzyskaniu tytułu kandydata nauk teologicznych został skierowany do pracy wykładowcy w seminarium, którego był absolwentem. W 1895 obronił pracę, dzięki której uzyskał tytuł magistra teologii. W tym samym roku, 30 grudnia, złożył wieczyste śluby zakonne, zaś następnego dnia został hierodiakonem. Został również inspektorem seminarium duchownego w Nowogrodzie Wielkim. 1 stycznia 1896 przyjął święcenia kapłańskie, zaś w tym samym roku został archimandrytą i przełożonym monasteru św. Antoniego Rzymianina w Nowogrodzie Wielkim. 10 stycznia 1897 został przeniesiony do Moskiewskiej Akademii Duchownej w charakterze inspektora i wykładowcy historii biblijnej. W roku następnym został rektorem tejże akademii.
28 lutego 1899 w soborze Chrystusa Zbawiciela w Moskwie miała miejsce jego chirotonia na wikariusza eparchii moskiewskiej z tytułem biskupa wołokołamskiego. Po czterech latach został biskupem pskowskim. W 1904 uzyskał tytuł doktora nauk teologicznych za dwutomową pracę poświęconą historii prawosławia na ziemiach mołdawskich. Ze względu na swoje zaangażowanie w organizację szkół prowadzonych przez Cerkiew zasiadł w zajmującym się tą problematyką komitecie przy Świątobliwym Synodzie Rządzącym. W 1907 otrzymał godność arcybiskupa. Trzy lata później przeniesiony na katedrę nowogrodzką i staroruską. Zasiadał w Radzie Państwa jako jeden z przedstawicieli mnichów Rosyjskiego Kościoła Prawosławnego. W 1912 przewodniczył zjazdowi stowarzyszeń antyalkoholowych w Moskwie, zaś w grudniu został wyróżniony prawem noszenia brylantowego krzyża na kłobuku.
Uczestniczył w Soborze Lokalnym Rosyjskiego Kościoła Prawosławnego rozpoczętym w 1917, w czasie którego był jednym z kandydatów do objęcia urzędu patriarchy Moskwy i całej Rusi (obok Antoniego (Chrapowickiego) i wybranego w losowaniu Tichona (Bieławina). 29 listopada 1917 otrzymał godność metropolity. W listopadzie 1919 został aresztowany i osadzony w Nowogrodzie Wielkim w areszcie domowym. W 1922 skazany na rok więzienia; po uwolnieniu 10 stycznia 1924, po pięciu dniach ponownie znalazł się w więzieniu na Butyrkach i skazany na zsyłkę do Krasnowodska, a następnie do Taszkentu. W związku z tym 11 sierpnia 1933 został metropolitą Taszkentu, gdzie żył do swojej śmierci w 1936. Został pochowany w sąsiedztwie miejscowej cerkwi św. Aleksandra Newskiego.
Przez współczesnych ceniony jako teolog i autor rozpraw i artykułów na tematy religijne, zajmował się również liturgiką i śpiewem cerkiewnym. Miał opinię znakomitego mówcy i kaznodziei, a również jednego z najsurowszych, pod względem przestrzegania prawa i obyczajów Cerkwi, biskupów rosyjskich. Był uczniem duchowym metropolity Serafina (Cziczagowa); z kolei za swojego ojca duchowego uważał go arcybiskup Łukasz (Wojno-Jasieniecki) i Aleksy (Simanski), przyszły patriarcha moskiewski i całej Rusi.